# Aleksy Antoni Strażyński
Aleksy Antoni Strażyński (ur. 1859 w Czystej Dębinie, zm. 1902 w Krakowie) – polski malarz historyczny, uczeń Jana Matejki, pochodzący z rodziny ziemiańskiej.

## Życiorys

### Młodość
Aleksy Antoni Strażyński był synem Władysława i Zofii z rodziny ziemiańskiej Małczyńskich. W 1876 roku rozpoczął naukę w Szkole Sztuk Pięknych (SSP) w Krakowie, gdzie kształcił się pod opieką wybitnych artystów, w tym Izydora Jabłońskiego, Aleksandra Gryglewskiego, Józefa Łepkowskiego i Władysława Łuszczkiewicza. Po trzech latach opuścił SSP i wyjechał do Monachium, by po dwóch latach, w 1882 roku, powrócić do Krakowa i kontynuować studia w SSP, szczególnie w klasie kompozycji pod kierunkiem Jana Matejki. W 1885 roku został uhonorowany stypendium krajowym im. Jana Matejki, a jego nauka w SSP zakończyła się w 1886 roku.

### Działalność artystyczna
Strażyński specjalizował się w malarstwie historycznym, mitologicznym, pejzażu i portrecie, zazwyczaj stosując realistyczną konwencję i technikę olejną. Na Pierwszej Wielkiej Wystawie Sztuki Polskiej w TPSP w 1887 roku zaprezentował obraz „Śmierć księcia wiślickiego” oraz portret „Adama Asnyka”. W kolejnych wystawach w TPSP prezentował dzieła takie jak „Z czasów inkwizycji” (1887), „Fragment” (1890), „Motyw z Abazji” (1893), „Portret mężczyzny i Widok z Wawelu” (1984), „Z Abazji” (1897), „Trzy studia” (1898), „Ślub Jana Kaziemierza” (ok. 1890) oraz „Portret Stanisława Woneyko-Tomkiewicza” (ok. 1890).

### Śmierć
Wojciech Kossak klasyfikował Aleksego Strażyńskiego jako epigona Matejki, który został wykształcony przez mistrza. Zmarł 9 czerwca 1902 roku w Krakowie, a jego miejsce spoczynku znajduje się na cmentarzu Rakowickim.